# Bataille de Willstätt
Guerre de Trente Ans
Batailles
La bataille de Willstätt a eu lieu pendant la « phase suédoise » (1630-1635) de la guerre de Trente Ans, près de la ville libre de Strasbourg, dans le Saint-Empire romain germanique. Après avoir infligé une lourde défaite à l'armée suédoise lors de la bataille de Nördlingen en septembre, les armées de l'empereur, de l'Espagne, et de la Ligue catholique ont envahi une grande partie de l'Allemagne du Sud, jusque-là tenue par les Suédois. À Wilsttätt, les armées de l'Empereur et de la Ligue catholique, dirigées par le duc Charles IV de Lorraine et le général Johann von Werth, défirent une force suédoise constituée de soldats allemands levés par le Rhingrave de Salm-Kyrburg-Mörchingen, le duc de Wurtemberg et le margrave de Bade-Dourlach. La bataille dure trois heures et se termine par la mort de 2 000 soldats suédois sur le champ de bataille et un nombre encore plus important au moment la déroute. Le Rhingrave quant à lui se réfugie à l'intérieur de Strasbourg. 
Le même jour, les troupes impériales avaient pris Heilbronn, siège symbolique de la ligue du même nom, réunissant les princes protestants. À la suite des batailles de Nördlingen et de Willstätt, les Suédois avaient été chassés de la plus grande partie de l'Allemagne du Sud. 